# The Merry Widow Takes Another Partner
The Merry Widow Takes Another Partner  è un cortometraggio muto del 1910. Il nome del regista non viene riportato nei credit del film che era stato preceduto da un altro cortometraggio della Vitagraph, The Courting of the Merry Widow.

## Trama
Trama di Moving Picture World synopsis in (EN)  su IMDb

## Produzione
Il film fu prodotto dalla Vitagraph Company of America.

## Distribuzione
Distribuito dalla Vitagraph Company of America, il film - un cortometraggio in una bobina - uscì nelle sale cinematografiche statunitensi il 16 aprile 1910.